# Kanton Blesle
Blesle is een voormalig kanton van het Franse departement Haute-Loire. Het kanton maakte deel uit van het arrondissement Brioude. Het werd opgeheven door het decreet van 17 februari 2014, met uitwerking op 22 maart 2015. De gemeenten werden opgenomen in het nieuwe kanton Sainte-Florine, met uitzondering van Lubilhac dat werd toegewezen aan het kanton Pays de Lafayette.

## Gemeenten
Het kanton Blesle omvatte de volgende gemeenten:
- Autrac
- Blesle (hoofdplaats)
- Chambezon
- Espalem
- Grenier-Montgon
- Léotoing
- Lorlanges
- Lubilhac
- Saint-Étienne-sur-Blesle
- Torsiac